# Comuna Laholm
Laholm (Laholms kommun) este o comună din comitatul Hallands län, Suedia, cu o populație de 23.517 locuitori (2013).

## Geografie

### Zone urbane
Lista celor mai mari zone urbane din comună (anul 2015) conform Biroului Central de Statistică al Suediei:
| Nr | Zona urbană  | Pop.  |
| -- | ------------ | ----- |
| 1  | Laholm       | 6.527 |
| 2  | Mellbystrand | 3.412 |
| 3  | Veinge       | 1.417 |
| 4  | Knäred       | 1.211 |
| 5  | Våxtorp      | 987   |
| 6  | Lilla Tjärby | 872   |
| 7  | Vallberga    | 655   |
| 8  | Genevad      | 653   |
| 9  | Skottorp     | 512   |
| 10 | Ränneslöv    | 458   |

## Demografie
| \| Evoluția demografică în comuna Laholm, 1970–2015 \| Evoluția demografică în comuna Laholm, 1970–2015 \| Evoluția demografică în comuna Laholm, 1970–2015 \| Evoluția demografică în comuna Laholm, 1970–2015 \| Evoluția demografică în comuna Laholm, 1970–2015 \| \| ----------------------------------------------------------------------------------------------------- \| ------------------------------------------------ \| ------------------------------------------------ \| ------------------------------------------------ \| ------------------------------------------------ \| \| An \| \| \| Locuitori \| \| \| 1970 \| 1970 \| \| 18683 \| 18683 \| \| 1975 \| 1975 \| \| 19830 \| 19830 \| \| 1980 \| 1980 \| \| 21059 \| 21059 \| \| 1985 \| 1985 \| \| 21462 \| 21462 \| \| 1990 \| 1990 \| \| 22661 \| 22661 \| \| 1995 \| 1995 \| \| 23120 \| 23120 \| \| 2000 \| 2000 \| \| 22747 \| 22747 \| \| 2005 \| 2005 \| \| 23037 \| 23037 \| \| 2010 \| 2010 \| \| 23390 \| 23390 \| \| 2015 \| 2015 \| \| 24195 \| 24195 \| \| Sursa: SCB - Statistika Centralbyrån, Folkmängd efter region, civilstånd, ålder och kön. År 1968–2016 \| \| \| \| \| |      |  |           |       |
| Evoluția demografică în comuna Laholm, 1970–2015 |      |  |           |       |
| An |      |  | Locuitori |       |
| 1970 | 1970 |  | 18683     | 18683 |
| 1975 | 1975 |  | 19830     | 19830 |
| 1980 | 1980 |  | 21059     | 21059 |
| 1985 | 1985 |  | 21462     | 21462 |
| 1990 | 1990 |  | 22661     | 22661 |
| 1995 | 1995 |  | 23120     | 23120 |
| 2000 | 2000 |  | 22747     | 22747 |
| 2005 | 2005 |  | 23037     | 23037 |
| 2010 | 2010 |  | 23390     | 23390 |
| 2015 | 2015 |  | 24195     | 24195 |
| Sursa: SCB - Statistika Centralbyrån, Folkmängd efter region, civilstånd, ålder och kön. År 1968–2016 |      |  |           |       |